# Asvero Gravelli
Asvero Gravelli, né le 30 décembre 1902 à Brescia et mort le 20 octobre 1956 à Rome, est un journaliste, écrivain et homme politique Italien.

## Biographie

### Famille
Une légende prétend qu'il serait le fils de Benito Mussolini, lequel avait 19 ans à sa naissance.
Patrizia De Blanck, comédienne, affirme qu'elle pourrait être la fille naturelle d'Asvero Gravelli.

### Jeunesse
À 17 ans, il abandonne ses études et quitte sa maison pour participer à la prise de Fiume par Gabriele d'Annunzio.

### Engagement fasciste
Il collabore à Il Popolo d'Italia.
Il prend position en faveur des lois raciales fascistes de 1938.
En 1946, il cofonde avec Giorgio Almirante le Mouvement social italien.
Il crée seul, en 1954, le Movimento Legionario Italiano, d'inspiration dannunzianiste.

## Publications
- Giovinezza - per la propaganda fascista, avec des notes de Benito Mussolini, la Direzione del Partito, 1922.
- I vincitori continui. Per una traccia ideale dell'avanguardismo fascista, avec des lettres de Benito Mussolini, préface de Piero Bolzon,  Libreria del Littorio, 1925.
- I canti della Rivoluzione, Nuova Europa, 1926; I.E.G., 1928.
- Ai BALILLA delle nuove generazioni, Alba, 1927.
- Primavera fascista. Letture per le scuole elementari urbane, Mondadori, 1929.
- Lavoro fascista. Antologia per il biennio comune della scuola secondaria di avviamento al lavoro, Vallecchi, 1930.
- Primi elementi di cultura fascista, Vallecchi, 1930.
- La marche de Rome et l'Europe, Antieuropa, 1931.
- 50 Stornelli per giovani fascisti con aggiunte e canti di camicie nere, Nuova Europa, 1931.
- Verso l'Internazionale fascista, Nuova Europa, 1932.
- A te giovane fascista, Nuova Europa, 1932.
- Dittatura, Nuova Europa, 1934.
- Europa con noi, Nuova Europa, 1933.
- Africa : espansionismo fascista e revisionismo, Nuova Europa, 1933.
- Noi attraversiamo la strada della storia, Nuova Europa, 1933.
- Mussolini, Hitler und die revision, Kittler Verlag.
- Crisi del sistema economico. Rapporto alla Conferenza Economica Paneuropea in Vienna, Nuova Europa, 1934.
- Nuove direttive nell'economia internazionale, rapporto alla Conferenza dell'Azione Internazionale dei Nazionalismi in Berlino, Nuova Europa, 1934.
- Razzismo, Nuova Europa, 1934.
- Rapporto su Hitler, Nuova Europa, 1934.
- Marcia su Roma, Nuova Europa, 1934.
- Panfascismo, Nuova Europa, 1935.
- Uno e molti. Interpretazioni spirituali di Mussolini, Nuova Europa, 1939.
- Anti lei, Nuova Europa, 1939.
- Razza in agonia, Nuova Europa, 1939.
- Squadrismo, Nuova Europa, 1939.
- Vademecum dello stile fascista. Dai fogli di disposizioni del Segretario del Partito, Nuova Europa, (1939 ?).
- Così combattono gli italiani, Nuova Europa, 1941.
- L'oro e il sangue, Nuova Europa, 1941.
- Le mani di Mussolini, Latinita, 1950.
- Mussolini aneddotico, préface de Pierre Pascal, Latinita, 1951.

## Filmographie
- Goffredo Alessandrini, Giarabub, 1942.
- Romolo Marcellini, Inviati speciali, 1943.
- Réalisation de Roberto Rossellini, scénario avec Alberto Consiglio, Giovanni D'Alicandro et Roberto Rossellini, L'Homme à la croix, 1943.